# Pomnik Józefa Piłsudskiego w Warszawie (Belweder)
Pomnik Józefa Piłsudskiego – posąg Józefa Piłsudskiego znajdujący się przy Belwederze w Warszawie.

## Historia
Pomysłodawcą budowy pomnika był Jerzy Waldorff, który w 1997 roku zainicjował zbiórkę pieniędzy na ten cel, przekazując sumę 5 tysięcy zł, otrzymaną w plebiscycie czytelników „Expressu Wieczornego”, słuchaczy radia WAWA oraz widzów Warszawskiego Ośrodka Telewizyjnego. Zaproponował, aby pomnik Piłsudskiego został wzniesiony przy Belwederze w Alejach Ujazdowskich.
Radni Gminy Warszawa Centrum podjęli 26 lutego 1998 roku uchwałę, zgodnie z którą zaprojektowaniem monumentu i jego realizacją miało zająć się stowarzyszenie „Społeczny Komitet Budowy Pomnika Marszałka Józefa Piłsudskiego” utworzone przez Jerzego Waldorffa, a za wykonanie uchwały odpowiedzialny będzie prezydent stolicy Marcin Święcicki.
Autorem rzeźby był Stanisław Kazimierz Ostrowski. Pomnik został uroczyście odsłonięty przez Marcina Święcickiego, Jerzego Waldorffa i córkę marszałka Jadwigę Piłsudską-Jaraczewską 8 listopada 1998 roku.

## Opis pomnika
Monument znajduje się przy bocznym wejściu do Belwederu, przy placyku, z którego jest jedno z wejść do Łazienek Królewskich, u zbiegu Alej Ujazdowskich, ul. Belwederskiej i ul. Bagatela.
Rzeźba przedstawia stojącego Józefa Piłsudskiego opierającego się oburącz o szablę w pochwie. Stanisław Ostrowski wykonał marmurowy pomnik marszałka jeszcze przed II wojną światową. Przechowany w Starej Pomarańczarni w Łazienkach Królewskich, stał się podstawą do wykonania odlewu. Rzeźba została odlana ze spiżu, dzięki inicjatywie Ministerstwa Obrony Narodowej, które przekazało na ten cel dużą ilość łusek armatnich.
Na niskim cokole umieszczono napisy:
- „Marszałek Józef Piłsudski”[2]
- „Swemu Obrońcy w 1920 r. – Warszawa” (od strony ul. Bagatela)[2]
- „Z inicjatywy Jerzego Waldorffa pomnik ten odsłonięto / 8 listopada 1998 r. w 80-tą rocznicę odzyskania niepodległości / Fundatorami są: / Gmina Warszawa Centrum, Zarząd Dróg Miejskich w Warszawie / Wiesław Ciałkowski i inni ofiarodawcy / Społeczny Komitet Budowy Pomnika / Marszałka Józefa Piłsudskiego Warszawa 1998 r.”.